# ألفريدو دوناروما
ألفريدو دوناروما (بالإيطالية: Alfredo Donnarumma)‏ (30 نوفمبر 1990 بقطانية في إيطاليا - ) هو لاعب كرة قدم إيطالي في مركز الهجوم. لعب مع نادي بيسكارا ونادي ساليرنيتانا ونادي سيتاديلا ونادي كاتانيا ونادي كومو ونادي تيرامو ونادي غوبيو ولانشانو كالتشيو 1920 ‏.

## روابط خارجية
- ألفريدو دوناروما على موقع قاعدة بيانات كرة القدم.إي يو (الإنجليزية)
- ألفريدو دوناروما على موقع ليكيب (الفرنسية)
- ألفريدو دوناروما على موقع Soccerway.com (الإنجليزية)
- ألفريدو دوناروما على موقع عالم كرة القدم.نت (الإنجليزية)
- ألفريدو دوناروما على موقع AS.com (الإسبانية)